# فدراسیون فوتبال اوکراین

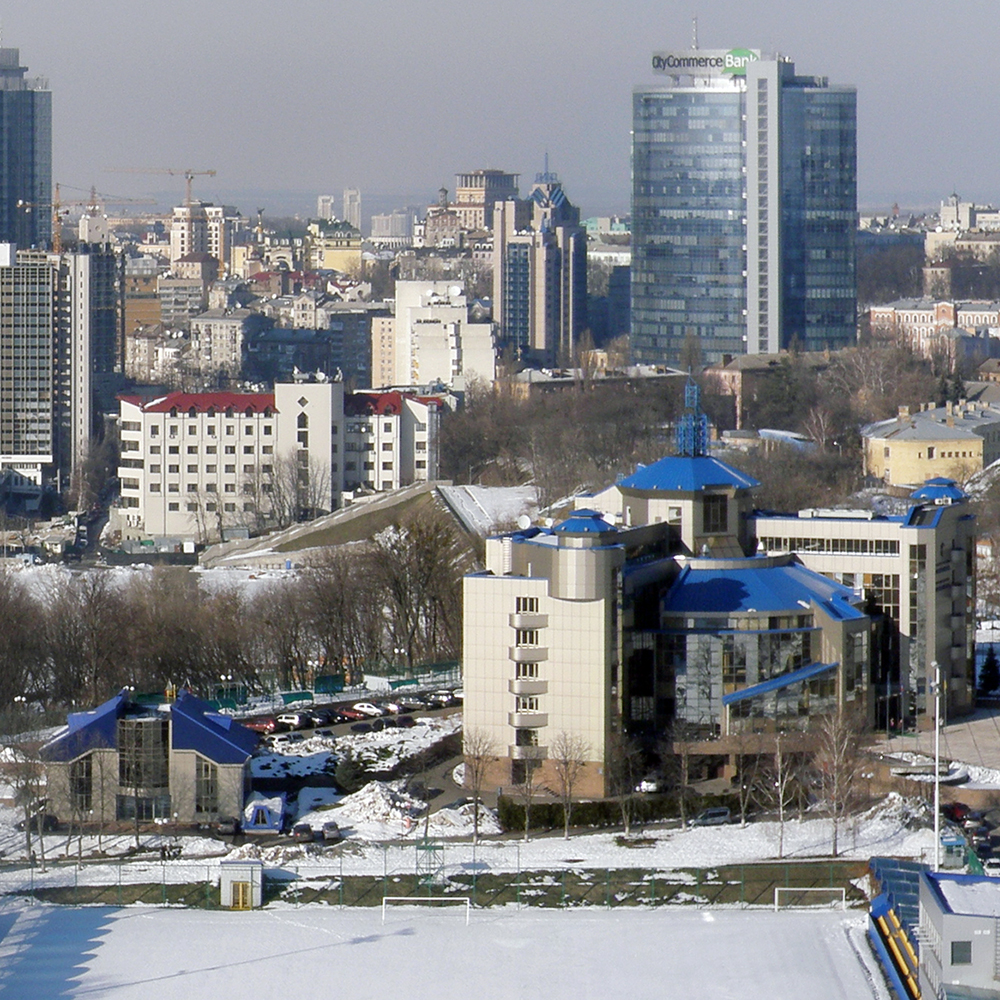
ساختمان فدراسیون فوتبال اوکراین

فدراسیون فوتبال اوکراین (اوکراینی: Федерація Футболу України) کوتاه شدهٔ (FFU) بالاترین نهاد فوتبالی در کشور اوکراین است که تمامی پیکارهای فوتبالی در این کشور از جمله لیگ برتر، جام حذفی و دیگر لیگ‌ها در رده‌های پایین‌تر تحت نظارت این نهاد برگزار می‌شوند. همچنین تیم ملی اوکراین در رده‌های سنی (مردان و زنان) تحت حمایت این نهاد هستند.
این نهاد پس از فروپاشی شوروی در سال ۱۹۹۱ میلادی تشکیل و یک سال پس از آن به عضویت نهاد فیفا و یوفا درآمد. مقر این نهاد در شهر کیف، در نزدیکی ورزشگاه ملی المپیسکی واقع شده‌است.